# Cătălina Murgea
Cătălina Murgea (n. 26 ianuarie 1941, București, România – d. 26 aprilie 2009, București, România) a fost o actriță română de film, radio, scenă, televiziune și voce.

## Biografie
Născută în București, Cătălina Murgea a absolvit IATC și a lucrat ca actriță de scenă, radio, film și televiziune.

## Premii, recunoaștere
Actrița a fost recompensată cu premiul Gopo pentru cea mai bună actriță în rol secundar la prima ceremonie a Premiilor Gopo din 2015 pentru rolul Doamna Beneș din filmul Legături bolnăvicioase, regia Tudor Giurgiu.

## Filmografie[3]
- Angela merge mai departe (1982)
- Concurs (1982)
- Faleze de nisip (1983)
- Dreptate în lanțuri (1984)
- Pas în doi (1985)
- Noiembrie, ultimul bal (1989)
- Vinovatul (1991)
- Cel mai iubit dintre pămînteni (1993)
- Tuvalu (1999, regia Veit Helmer), în rolul Martha,
- Legături bolnăvicioase (2006, regia Tudor Giurgiu), în rolul Doamna Beneș,
- Medalia de onoare (2009) - soția administratorului